# Mattia Viel
Mattia Viel (Turijn, 22 april 1995) is een Italiaans wielrenner.

## Carrière
In 2015 mocht Viel, na onder meer een vijftiende plaats in de Circuito del Porto, stage lopen bij Androni Giocattoli-Sidermec. Een jaar later eindigde hij, in dienst van Unieuro Wilier, in vijf van de tien etappes van de Ronde van Marokko bij de beste tien renners.
In 2017 leek Viel zijn eerste UCI-zege te behalen toen hij de sprint in de vierde etappe van de Ronde van Mersin won. De etappe was wegens het slechte weer ingekort tot een criterium van 25 kilometer. Echter, later die dag werd de etappe conform het protocol voor extreem weer van de UCI geannuleerd.

## Resultaten in voornaamste wedstrijden
|      | \| Jaar \| Milaan-San Remo \| Strade Bianche \| \| ---- \| --------------- \| -------------- \| \| 2020 \| \| opgave \| \| 2021 \| opgave \| buit.tijd \| |                |
| Jaar | Milaan-San Remo | Strade Bianche |
| 2020 | | opgave         |
| 2021 | opgave | buit.tijd      |

## Ploegen
2015 –  Androni Giocattoli-Sidermec (stagiair vanaf 1 augustus)
2016 –  Unieuro Wilier
2017 –  Unieuro Trevigiani-Hemus 1896
2018 –  Holdsworth Pro Racing
2018 –  Androni Giocattoli-Sidermec (stagiair vanaf 1 augustus)
2019 –  Androni Giocattoli-Sidermec
2020 –  Androni Giocattoli-Sidermec
2021 –  Androni Giocattoli-Sidermec
2022 –  D'Amico-UM Tools
Appollonio · Bandiera · Benfatto · Chicchi · Dall'Antonia · Ebsen · Frapporti · Gálviz · Gatto · Giménez · Godoy · Nardin · Padour · Pellizotti · Rodríguez · Sella · Stortoni · Taborre · Taliani · Tvetcov · Zilioli · Zordan · Barbero (stagiair) · Viel (stagiair) · Viola (stagiair)
Almeida · Andreev · Cacciotti · Cenghialta · Kolev · Michajlov · Mitev · Molteni · Siddikov · Ravanelli · Roesenov · Tivani · Tsjolakov · Vega · Viejo · Viel · Zahiri · Davila (stagiair) · Muñoz (stagiair)
Downing · Lizde · L. Mazzone · T. Mazzone · McCrystal · McDunphy · McKenna · Shaw · Thurau · Trulock · Viel · Womersley · Yallouris
Ballerini · Belletti · Benfatto · Bisolti · Bonusi · Cattaneo · Chirico · Mar. Frapporti · Mat. Frapporti · Gavazzi · Malucelli · Masnada · Rivera · Sosa · Spreafico · Torres · Vendrame · Lizde (stagiair) · Viel (stagiair)
Belletti · Benfatto · Bisolti · Busato · Cardona · Cattaneo · Fedrigo · Flórez · Mar. Frapporti · Mat. Frapporti · Gavazzi · Masnada · Montaguti · Muñoz · Pelucchi · Rivera · Rumac · Spreafico · Vendrame · Viel · Bais (stagiair) · Ravanelli (stagiair) · Venchiarutti (stagiair)